# Footprints in the Sand
Footprints in the Sand – singel brytyjskiej wokalistki Leony Lewis, napisany przez Richarda Page’a, Pera Magnussona, Davida Kreugera i Simona Cowella, a wyprodukowany przez Steve’a Maca. Singel znajduje się na debiutanckim albumie Lewis, Spirit. Wydany został 8 marca 2008 roku, wraz z "Better in Time" jako podwójny A-side. Jest to, wraz z "Better in Time", drugi międzynarodowy singel artystki.

## Informacje o utworze
Singel został wydany w Wielkiej Brytanii w formacie digital download 9 marca, a dochody zostały przeznaczone na cele dobroczynne. Utwór ten jest oficjalną piosenką akcji dobroczynnej Sport Relief na rok 2008.

## Daty wydania
| Kraj            | Data wydania  | Wytwórnia  | Format                      |
| --------------- | ------------- | ---------- | --------------------------- |
| Irlandia        | 7 marca 2008  | Syco Music | singel CD, digital download |
| Wielka Brytania | 9 marca 2008  | Syco Music | digital download            |
| Wielka Brytania | 10 marca 2008 | Syco Music | singel CD                   |

## Pozycje na listach

### "Better in Time"/"Footprints in the Sand"
| Lista (2008)              | Najwyższa pozycja |
| ------------------------- | ----------------- |
| Eurochart Hot 100 Singles | 8                 |
| UK Singles Chart          | 2                 |

### "Footprints in the Sand"
| Lista (2008/09)     | Najwyższa pozycja |
| ------------------- | ----------------- |
| Irish Singles Chart | 50                |
| Swiss Music Chart   | 35                |
| UK Singles Chart    | 25                |